# Couoh

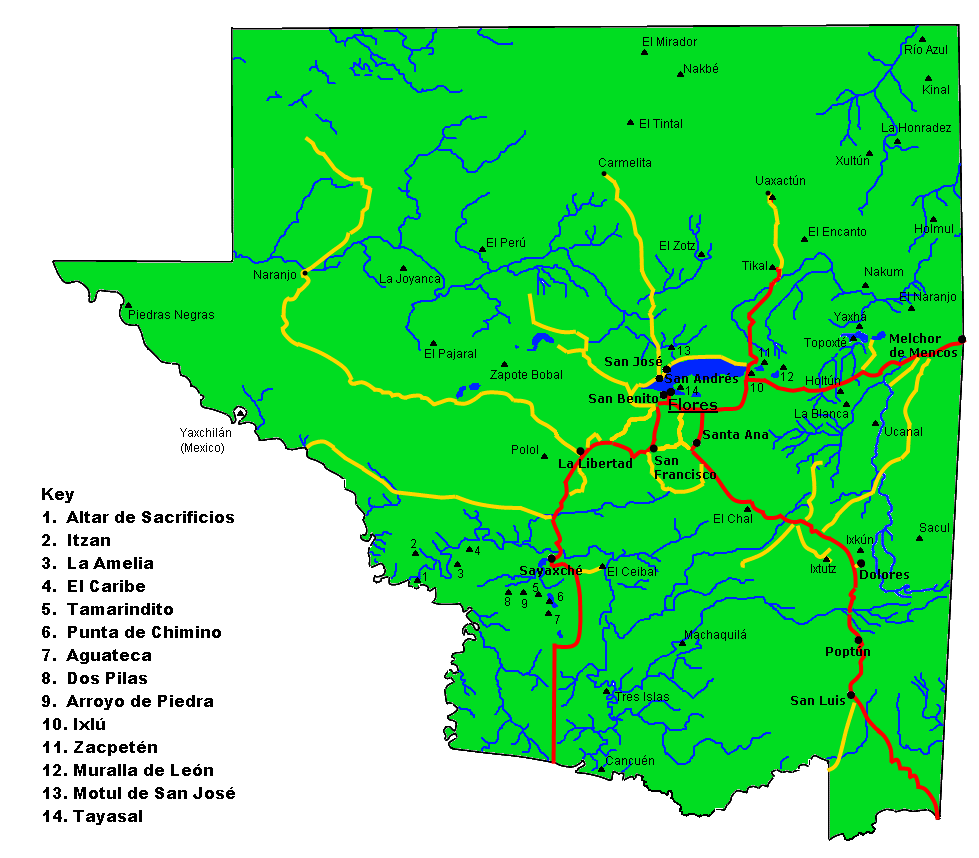
Mapa de la región del Petén, donde los couoh y los itzá se instalaron en su milenario regreso desde la Península de Yucatán.

División de las jurisdicciones o cacicazgos mayas en la Península de Yucatán, en el siglo XVI, según Ralph L. Roys. Lo que sucedía al norte del Petén, donde ya se encontraban los pueblos couoh e itzá.

El pueblo couoh (también Ko'woj, Kowoh, Coguó, Cohuó, Kob'ow, Kob'ox, y Kowó) fue un grupo humano maya y al mismo tiempo un cacicazgo o señorío, del periodo posclásico tardío (entre los años 1250–1697) que radicó, hasta finales del siglo XVII, en el Petén, al norte de Guatemala. El término Couoh se usa hasta la fecha como patronímico, toponímico y gentilicio en las regiones mayas de la península de Yucatán.

## Historia
Se cree que este grupo, étnicamente emparentado o vinculado con los itzá, aunque en conflicto político con ellos, emigraron de Mayapán alrededor del año 1300 d. C. (más tarde según algunos autores, aunque puede decirse que el flujo migratorio duró varios siglos), después del colapso de aquella ciudad que se encontraba en el norte de la Península de Yucatán, para establecerse en el Petén, principalmente en las ciudades de Zacpetén, Topoxté e Ixlú, casi al mismo tiempo en que los Itzá se reubicaban en Tayasal. En esta ubicación, los couoh y los itzá resistieron la conquista de los españoles hasta el año de 1697 en que finalmente fueron sometidos.
Los antepasados de estos grupos habían salido de la misma región maya del Petén un milenio antes para colonizar la península de Yucatán, avanzando posiblemente por lo que ahora es Belice, hacia la zona lacustre de Bacalar, para después migrar hacia el poniente de la península y fundar populosas ciudades como Chichén Itzá, Izamal, Motul, T'Hó y Chakán Putum.

### El retorno al Petén
Hay documentos indígenas (el Chilam Balam) que describen a los couoh (ko'woj) en Mayapán, y hay información lingüística también que indica la migración entre la península de Yucatán y la región del Petén.
Se sabe que el año de 1518, Juan de Grijalva capitaneó una expedición a la península de Yucatán, previa a la conquista de México, y que tuvo un enfrentamiento en Chakán Putum (Campeche, México) con los indígenas de la región que pertenecían al grupo de los couohes. Entre los muertos de ese enfrentamiento estuvo Moch Couoh, Halach uinik (cacique) de los lugareños. La expedición española continuó su ruta hacia el oeste. El linaje o patronímico couoh permaneció en la región y un grupo importante de ellos emigró, como lo habían venido haciendo sus antepasados por siglos, hacia el Petén Itzá hoy Guatemala.

## Sitios propios y diferencia con los Itzá
Las ciudades principales de los couoh fueron, ya en el Petén, Zacpetén, en el lago Salpetén, Ixlú, entre el lago Petén Itzá y el lago Salpetén y Topoxté en la laguna Yaxhá. Algunas de ellas fueron ocupadas hasta la conquista (tardía en comparación con lo que sucedió en el resto de Mesoamérica) en 1697 siendo este pueblo, junto con sus parientes cercanos, los itzá, los últimos en sucumbir ante los europeos.
Existen variantes arquitectónicas que definen para los arqueólogos una ciudad couoh, tanto en el área de Mayapán como en el Petén. Esta variante, desde el ángulo de la construcción de las ciudades, los diferenció de los itzá: consistía en disponer los altares elevados en un ángulo recto con relación a sus templos, en lugar de hacerlo frente a frente. El arreglo aparece claramente en las ciudades principales de los couohes.

"Estos grupos ceremoniales componen un tipo específico de conjuntos de templos correlacionado con las localidades Kowoj. Este patrón específico se diferencia de otros conjuntos arquitectónicos por la presencia de dos salones de linaje en vez de uno y una cueva natural o artificial en la parte oeste del grupo. Estos conjuntos fueron los centros ejemplares de los kowoj, los cuales fueron trasplantados cuando los kowoj se reubicaron en tierras nuevas o quizás reclamadas. De esta manera, los kowoj comunicaban una conexión prestigiosa con Mayapán."

Hay algunas otras diferencias como la construcción de las residencias por parte de los couohes con ciertas características: la edificación en tándem; las dos habitaciones, una delante y otra detrás, con pisos diferentes; entre otras.